# Daite Señorita
Daite Señorita (抱いてセニョリータ?) è un brano musicale del cantante giapponese Tomohisa Yamashita, pubblicato come suo singolo d'esordio da solista il 31 maggio 2006. Il singolo ha raggiunto la vetta della classifica Oricon dei singoli più venduti in Giappone, vendendo 598 951 copie, e diventando il sesto singolo più venduto dell'anno in Giappone. Il brano è stato utilizzato come sigla d'apertura per il dorama televisivo Kurosagi - Il truffatore nero, versione live action dell'omonimo manga e con lo stesso Tomohisa ad interpretare il ruolo di co-protagonista.

## Tracce
Edizione limitata vers.A JECN-0095
CD
1. Daite Señorita (抱いてセニョリータ)
2. Yubiwa (指輪)
3. Himawari (向日葵)
4. Daite Señorita (Original Karaoke) (抱いてセニョリータ(オリジナル・カラオケ))

DVD
1. Daite Señorita (PV) (抱いてセニョリータ)
2. Daite Señorita SPECIAL Ver. (抱いてセニョリータ)
3. Daite Señorita ORIGINAL KARAOKE MOVIE (抱いてセニョリータ)
4. OFF SHOT

## Classifiche
| Classifica (2006) | Posizione più alta |
| ----------------- | ------------------ |
| Giappone (Oricon) | 1                  |